# جایزه وینزر مک‌کی
جایزه وینزر مک‌کی (انگلیسی: Winsor McCay Award) جایزه‌ای است که به پاسِ یک عمر فعالیت و مشارکتِ حرفه‌ای در زمینهٔ پویانمایی (انیمیشن) به هنرمندان این رشته اهدا می‌شود.
این جایزه را، «انجمن بین‌المللی فیلم‌های انیمیشن» و «آسیفا-هالیوود»، همه‌ساله در خلالِ برگزاری جشنواره آنی اعطا می‌کند.
جایزهٔ وینزر مک‌کی نخستین بار در سال ۱۹۷۲ پایه‌گذاری شد و نامش را به افتخارِ «وینزر مک‌کی» چنین نهاده‌اند.